# Ascherslebener SC 1898
Der Ascherslebener SC 1898 war ein kurzlebiger Fußballverein im deutschen Reich mit Sitz in der heutzutage sachsen-anhaltischen Stadt Aschersleben im Salzlandkreis, welcher zu den Gründungsmitgliedern des DFB gehörte.

## Geschichte
Über den Spielbetrieb des SC ist nichts bekannt. Bei der Gründungsversammlung des DFB am 28. Januar 1900 wurde der Verein von Gustav Oehmichen vertreten. Was mit dem Verein dann später passierte ist nicht mehr bekannt. Wahrscheinlich wurde der Verein kurze Zeit später wieder aufgelöst.